# Nhật Bản tại Thế vận hội Mùa hè 2012
Nhật Bản tham dự Thế vận hội Mùa hè 2012 tại Luân Đôn từ 27 tháng 7 đến 12 tháng 8 năm 2012. Nhật Bản không có đại diện vận động viên nào thi đấu môn bóng rổ và bóng ném trong Thế vận hội 2012.